# 銅門村土石流掩埋事件
銅門村土石流掩埋事件是一宗發生在臺灣花蓮縣秀林鄉銅門村。因歐菲莉颱風侵襲導致的土石流掩埋事件。該起事件造成銅門村第12鄰與13鄰遭土石淹埋。

## 事件經過
1990年6月23日下午1時06分，歐菲莉颱風在花蓮縣花蓮市南方附近登陸，當時，花蓮地區的降雨強度達到每小時106毫米，其中山區日雨量更高達490毫米。
同日下午約2時至3時之間，木瓜溪南岸支流的溪谷出口處爆發土石流，其所夾帶之土砂約30秒內即將銅門村第12及13鄰的房舍掩沒，估計土石流奔流之平均速度為每秒8.37公尺。總計約有3.7公頃的區域遭受掩埋，幾乎淹沒了整個銅門村約六分之一的區域。並造成多人活埋、房屋32棟全毀以及11棟半毀的災情，銅門村其餘鄰里居民聞訊後動員投入救災。
事件發生後隔日，中華民國政府派出陸軍花東防衛司令部精誠連等部隊、花蓮縣警察局以及花蓮縣消防局人員共計500多名進駐銅門村救災，總計在6月24日共搜尋出7名罹難者遺體另有33人仍失聯狀態。
6月26日，災害現場搜尋出25名罹難者遺體，當日，行政院農業委員會以及臺灣省政府皆派人前往花蓮縣勘查搜救狀況與災害狀況，並表示將成立專款來從事災區復建。秀林鄉公所也在銅門村里辦公室成立重建委員會負責辦理災後的重建事宜。
1990年6月29日，搜救行動將告一段落，自此共找出26名罹難者遺體，剩餘遭活埋者仍持續搜尋中。當日，時任行政院院長郝柏村前往銅門村災害現場視察救災進度，並主持罹難者公祭、哀悼亡魂。
1991年5月，銅門村土石流事件中，53戶災民遷至吉安鄉干城村新闢的博愛新村，成為全臺第一件受災遷村個案。
2007年10月10日，行政院原住民族委員會在災難現址設立一座「受難族人紀念碑」。
2010年9月20日上午11時，花蓮西林地震觀測站測得芮氏規模5.2的地震，事隔一日，台灣電力公司東部發電廠銅門機組地下廠房入口旁發生大規模山崩，幸因崩塌地點位於銅門村對岸，因此並無人員傷亡。

## 事件調查
銅門村土石流災後7月，中日防砂研究小組以及國內成功大學、中興大學學者抵達災害現場勘查，並分析出，此次災害造成木瓜溪支流河床下切約2公尺，河道寬度兩岸共增加1公尺總寬到來到10公尺。並形成一座三角洲沖積扇，長約120公尺、寬70公尺、後6公尺。土石堆積面積約3.7公頃，堆積面長度400公尺、寬度130公尺、厚度於出口50公尺向內平均為6公尺，往下游遞減，全區平均為1.5公尺。總計整個土石流出過程含泥漿滑動共耗費約1小時。
其中，土石流堆積的土砂類型為岩石碎屑及細粒土粒, 大的塊石直徑約1～4公尺，土砂崩落起始處高程約在海拔570～467公尺處，崩塌處平均坡度19度。流動部高程約在海拔467～203公尺處，平均坡度25度。堆積部高程約在海拔203～165公尺處，平均坡度9度。

## 災害圖集

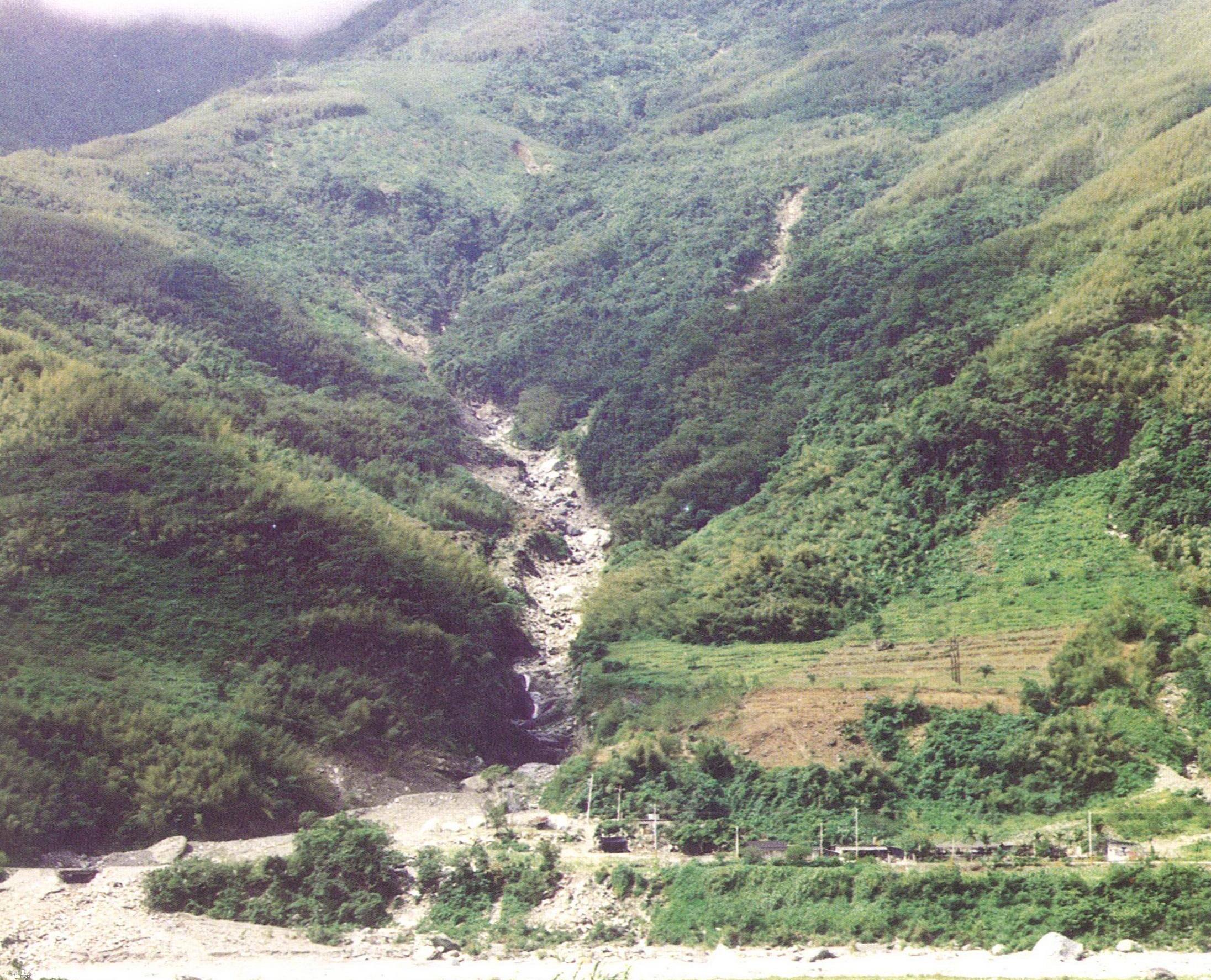
1990年6月歐菲莉颱風豪雨，造成榕樹地區嚴重土石流災害。
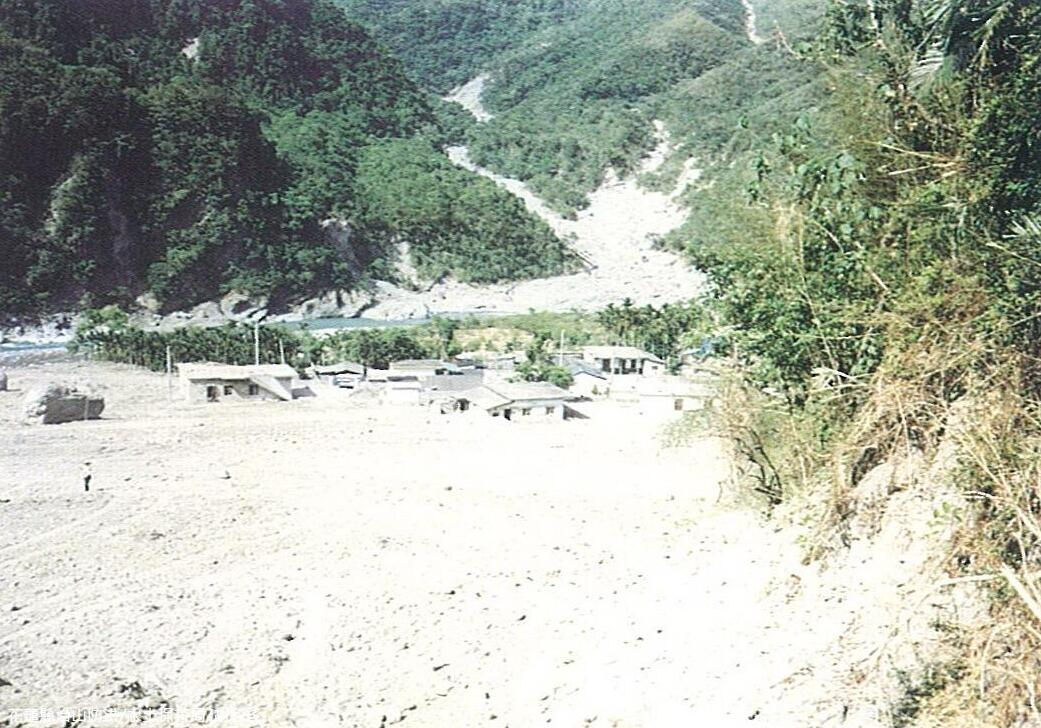
1990年6月歐菲莉颱風造成銅門地區土石掩埋房舍慘劇。
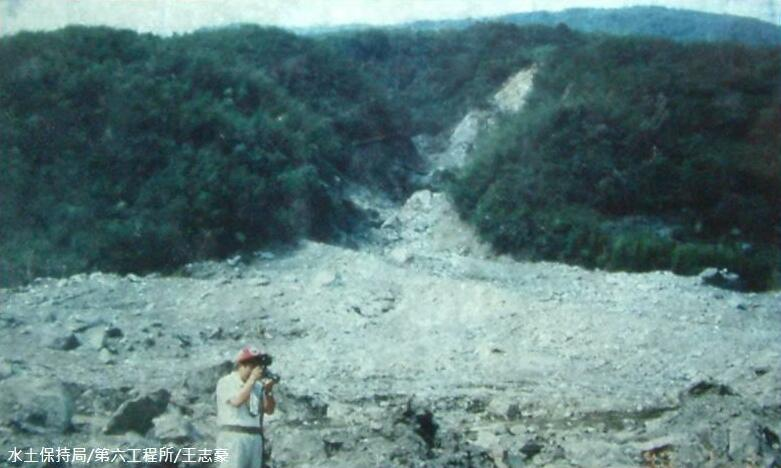
銅門土石流災害
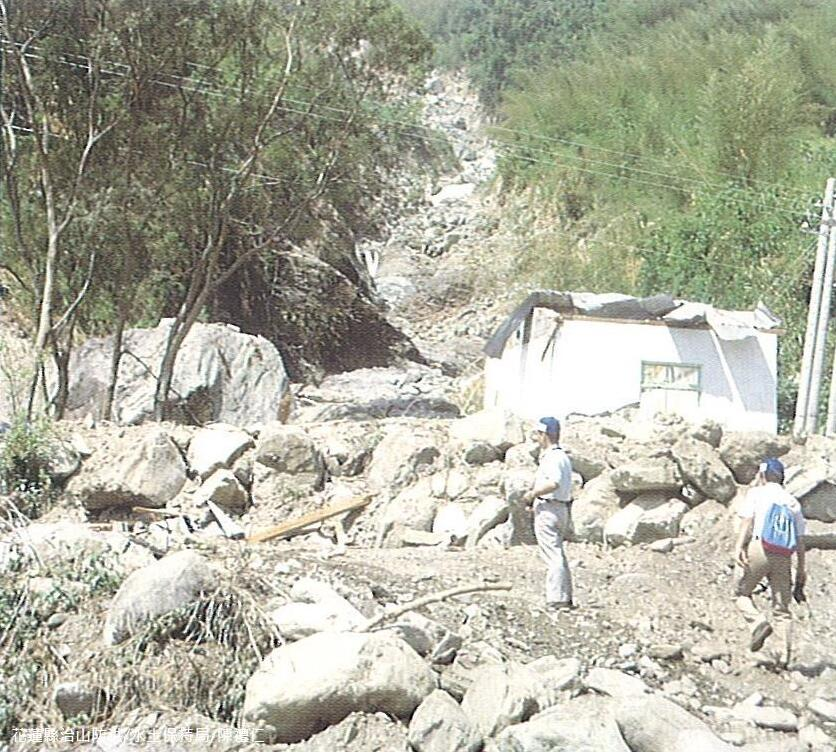
銅門地區土砂災害。

## 解
1. 1 2  1990年銅門村滅村事件時媒體報導以「山洪爆發」作為事件發生原因[1]，土石流一詞最初源自日語[2]，臺灣地區自1996年賀伯颱風侵襲南投縣信義鄉神木村後因災損嚴重，並且透過新聞媒體多次報導使國人對土石流及其造成的災害有了深刻認知才逐漸廣泛使用[3]。

## 資料來源
1. 1 2 3  . 臺灣電視公司. 1990-06-24  [2016-04-08]. （原始内容存档于2016-06-25） （中文（臺灣））.
2. ↑  陳宏宇. . 地球科學文教基金會.   [2016-04-09]. （原始内容存档于2016-06-01） （中文（臺灣））.
3. ↑   (PDF). 天下文化雜誌.   [2016-04-09]. （原始内容存档 (PDF)于2016-04-16） （中文（臺灣））.
4. ↑  . 經濟部水利署.   [2016-04-08]. （原始内容存档于2016-04-08） （中文（臺灣））.
5. 1 2  楊蕙菁. . 商業周刊 第923期. 城邦文化事業股份有限公司. 2005-07-28  [2016-04-08]. （原始内容存档于2016-04-19） （中文（臺灣））.
6. 1 2 3 4 5 6  王文傑. . 蘋果日報. 2014-02-10  [2016-04-08]. （原始内容存档于2016-06-24） （中文（臺灣））.
7. 1 2 3 4 5 6 7 8  黃立政. . 國立高雄科學技術學院土木工程系.   [2016-04-08]. （原始内容存档于2016-04-08） （中文（臺灣））.
8. 1 2 3  . 教育部原民會.   [2016-04-08]. （原始内容存档于2019-02-13） （中文（臺灣））.
9. ↑  祝務耕. . 東方報. 2011-03-21  [2016-04-08]. （原始内容存档于2017-12-07） （中文（臺灣））.
10. 1 2  . 臺灣電視公司. 1990-06-26  [2016-04-08]. （原始内容存档于2016-04-08） （中文（臺灣））.
11. ↑  . 臺灣電視公司. 1990-06-29  [2016-04-08]. （原始内容存档于2016-04-08） （中文（臺灣））.
12. ↑  陳宥全、黃昱翔、金紀偉. . 國立花蓮高中.   [2016-04-08]. （原始内容存档于2016-04-08） （中文（臺灣））.
13. ↑  . 臺灣電視公司. 2010-09-21  [2016-04-08]. （原始内容存档于2016-04-08） （中文（臺灣））.
14. ↑  楊宜中、游太郎、花孟璟. . 自由時報. 2010-09-21  [2016-04-08]. （原始内容存档于2016-04-08） （中文（臺灣））.